# جنی سلیت
جنی اسلیت (به انگلیسی: Jenny Slate) (زاده ۲۵ مارس ۱۹۸۲) بازیگر آمریکایی است.
از فیلم‌های معروف او می‌توان به گویندگی در انیمیشن‌های لوراکس، زوتوپیا و بازی در فیلم‌های این یعنی جنگ، برادر کور من، آلوین و سنجاب‌ها ۳، تلفن ثابت، حفاری برای آتش، با استعداد، روی صخره‌ها، طولانی‌ترین هفته و شب نور آفتاب اشاره کرد.